# Mihesu de Câmpie
Miheșu de Câmpie (Mezőmehes en hongrois, Bienendorf en allemand) est une commune roumaine du județ de Mureș, dans la région historique de Transylvanie et dans la région de développement du Centre.

## Géographie
La commune de Miheșu de Câmpie est située dans l'est du județ, sur la rive gauche du Pârâul de Câmpie, affluent de la rive droite du Mureș, sur le lac de retenue du barrage de Zau de Câmpie. La commune est située à la limite avec le județ de Cluj, à 30 km au nord de Luduș et à 50 km au nord-ouest de Târgu Mureș, le chef-lieu du județ.
La municipalité est composée des huit villages suivants (population en 2002) :
- Bujor (72) ;
- Cirhagău (13) ;
- Groapa Rădăii (46) ;
- Miheșu de Câmpie (1 514), siège de la municipalité ;
- Mogoaia (20) ;
- Răzoare (694) ;
- Șăulița (132) ;
- Ștefanca (47).

## Histoire
La première mention écrite du village date de 1293 sous le nom de Mehes.
La commune de Miheșu de Câmpie a appartenu au royaume de Hongrie, puis à l'empire d'Autriche et à l'Empire austro-hongrois.
En 1876, lors de la réorganisation administrative de la Transylvanie, elle a été rattachée au comitat de Torda-Aranyos dont le chef-lieu était la ville de Torda.
La commune de Miheșu de Câmpie a rejoint la Roumanie en 1920, au traité de Trianon, lors de la désagrégation de l'Autriche-Hongrie. Après le deuxième arbitrage de Vienne, elle a été occupée par la Hongrie de 1940 à 1944, période durant laquelle la petite communauté juive fut exterminée par les nazis. Elle est redevenue roumaine en 1945.

## Politique
Le conseil municipal de Miheșu de Câmpie compte 11 sièges de conseillers municipaux. À l'issue des élections municipales de juin 2008, Petru Fărăgău (PSD) a été élu maire de la commune.
| Parti                                                | Nombre de conseillers |
| ---------------------------------------------------- | --------------------- |
| Parti démocrate-libéral (PD-L)                       | 4                     |
| Parti social-démocrate (PSD)                         | 4                     |
| Parti national libéral (PNL)                         | 1                     |
| Parti de la Nouvelle Génération - Chrétien-démocrate | 1                     |
| Parti d'Initiative Nationale                         | 1                     |

## Religions
En 2002, la composition religieuse de la commune était la suivante :
- Chrétiens orthodoxes, 77,14 % ;
- Catholiques grecs, 7,76 % ;
- Réformés, 6,85 % ;
- Baptistes, 1,37 % ;
- Adventistes du septième jour, 1,33 %.

## Démographie
En 1910, la commune comptait 2 136 Roumains (75,16 %), 506 Hongrois (17,80 %) et 19 Allemands (0,67 %).
En 1930, on recensait 2 505 Roumains (80,55 %), 423 Hongrois (13,60 %), 35 Juifs (1,13 %) et 143 Tsiganes (4,60 %).
En 2002, 2 079 Roumains (81,91 %) côtoient 205 Hongrois (8,07 %) et 253 Tsiganes (9,96 %). On comptait à cette date 996 ménages et 906 logements.
| 1850  | 1880  | 1900  | 1910  | 1930  | 1956  | 1977  | 1992  | 2002  |
| ----- | ----- | ----- | ----- | ----- | ----- | ----- | ----- | ----- |
| 1 773 | 2 105 | 2 570 | 2 842 | 3 110 | 3 985 | 3 295 | 2 479 | 2 538 |

| 2007  | - | - | - | - | - | - | - | - |
| ----- | - | - | - | - | - | - | - | - |
| 2 597 | - | - | - | - | - | - | - | - |

## Économie
L'économie de la commune repose sur l'agriculture et l'élevage.

## Communications

### Routes
La commune est située sur la route régionale Luduș-Sărmașu.

### Voies ferrées
Miheșu de Câmpie est desservie par la ligne de chemin de fer Luduș-Bistrița.